# Пиноккио
Пино́ккио (с итал. — «семечко сосны») — персонаж сказки Карло Коллоди (1826—1890) «Приключения Пиноккио. История деревянной куклы» (итал. Le avventure di Pinocchio. Storia d’un burattino).
Среди самых известных иллюстраторов Пиноккио были Роберто Инноченти и Либико Марайя (1955). Его другие популярные метаморфозы можно увидеть в мультфильме Уолта Диснея.
Особенностью персонажа являлось то, что у него увеличивалась длина носа всякий раз, когда он лгал. На тосканском диалекте «Пиноккио» означает «кедровый орешек».
Первый перевод на русский язык Камилла Данини под редакцией С. И. Ярославцева был издан в 1906 году в журнале «Задушевное слово» (№ 1, стр. 14—16). Полный перевод был осуществлён Эммануилом Казакевичем (впервые опубликован в 1959 году).

## В кино
| Год  |    | Русское название            | Оригинальное название                  | Роль                                             |
| ---- | -- | --------------------------- | -------------------------------------- | ------------------------------------------------ |
| 1940 | мф | Пиноккио                    | Pinocchio                              | Дикки Джонс                                      |
| 1972 | ф  | Приключения Пиноккио        | Le avventure di Pinocchio              | Андреа Балестри                                  |
| 1980 | мф | Рождество Пиноккио          | Pinocchio's Christmas                  | Тодд Портер                                      |
| 1987 | мф | Пиноккио и Император ночи   | Pinocchio and the Emperor of the Night | Скотт Граймс                                     |
| 1991 | ф  | Пиноккио 964                | 964 Pinocchio                          | Бачи Судзуки                                     |
| 1996 | ф  | Приключения Пиноккио        | The Adventures of Pinocchio            | Джонатан Тейлор Томас                            |
| 1996 | ф  | Злой Пиноккио               | Pinocchio's Revenge                    |                                                  |
| 1999 | ф  | Новые приключения Пиноккио  | The New Adventures of Pinocchio        | Габриэль Томсон                                  |
| 2000 | ф  | Джеппетто                   | Geppetto                               | Сет Эдкинс                                       |
| 2002 | ф  | Пиноккио                    | Pinocchio                              | Роберто Бениньи                                  |
| 2004 | мф | Пиноккио 3000               | Pinocchio 3000                         |                                                  |
| 2008 | ф  | Волшебная история Пиноккио  | Pinocchio                              | Робби Кей                                        |
| 2011 | ф  | Однажды в сказке            | Once Upon a Time                       | Джейкоб Дэвис (в 10 лет) / Эйон Бэйли (в 35 лет) |
| 2012 | ф  | Пиноккио                    | Pinocchio                              | Габриэль Каприо                                  |
| 2019 | ф  | Пиноккио                    | Pinocchio                              | Федерико Иелапи                                  |
| 2022 | мф | Пиноккио. Правдивая история | Pinocchio: A True Story                | Филипп Лебедев                                   |
| 2022 | мф | Пиноккио                    | Pinocchio                              | Грегори Манн                                     |
| 2022 | ф  | Пиноккио                    | Pinocchio                              | Бенджамин Эван Эйнсворт                          |

## Подражания

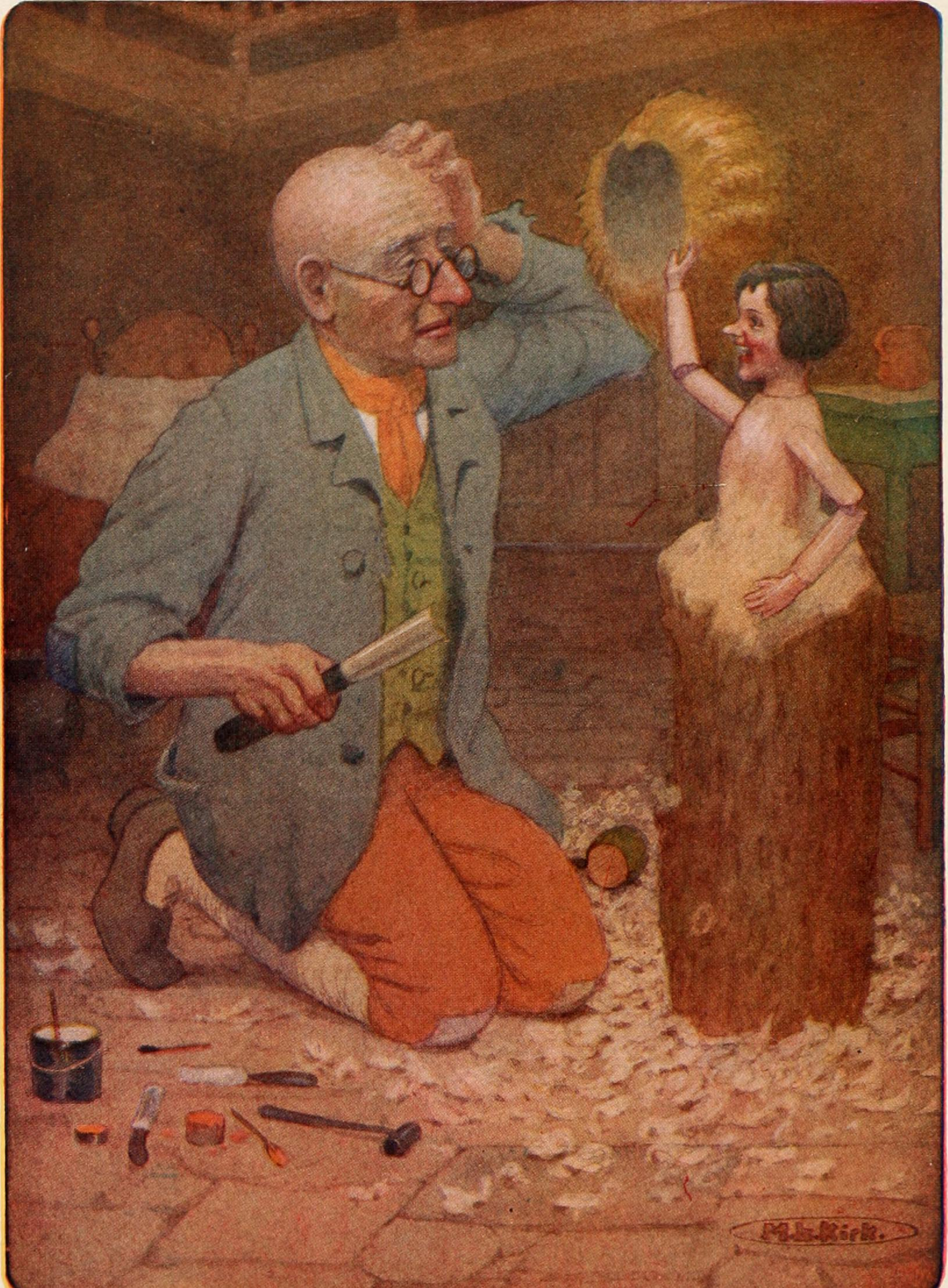
Иллюстрация Марии Луизы Кёрк, 1916 год

- В сущности подражанием произведению Карло Коллоди является сказка Алексея Толстого «Золотой ключик, или Приключения Буратино» (1936). Из «Пиноккио» взяты как главный, так и второстепенные персонажи (не все), а также заимствованы некоторые сюжетные линии. Сам Толстой утверждал, что сперва он начал делать перевод оригинальной сказки с итальянского, находясь ещё в эмиграции (1923—1924). В 1934 году, уже в СССР, он продолжил работу над переводом, а затем, кардинально переработав сюжет и добавив персонажей и параллели, взятые из других сказок, в 1936 году издал это новое самостоятельное произведение с другим названием под своим именем[1]. Книга Алексея Толстого известна во многих странах мира.
- «Приключения Цепфеля Керна» (нем. Zäpfel Kerns Abenteuer) — книга немецкого писателя Отто Юлиуса Бирбаума и ещё одна адаптация сказки Карло Коллоди. Это сочинение в настоящее время почти забыто даже в Германии и малозаметно на фоне оригинала.
- Аллюзией на Страну Развлечений в книге «Приключения Пиноккио» является Joyland в мультфильме «Дудочник в пёстром костюме» (1933, из серии «Silly Symphonies»).
- В компьютерной игре 2023 года Lies of P, разработанной южнокорейской студией Neowiz Games, главный герой Пи является марионеткой, созданной изобретателем Джеппетто, где по ходу повествования, совершая человеческие поступки, такие как ложь, помощь нуждающимся и испытывая эмоции, постепенно превращается в человека.